# Polistrumentista

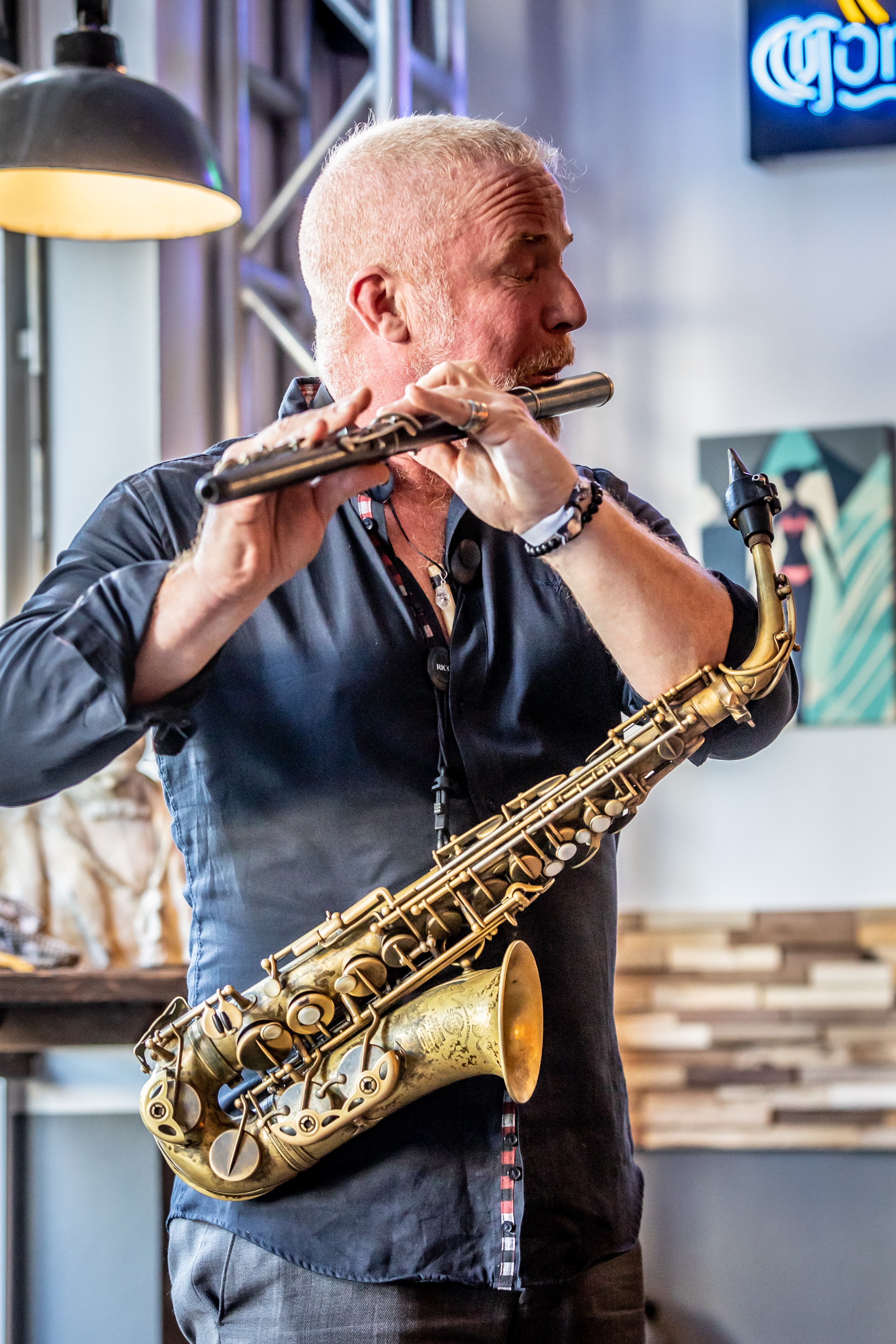
Il musicista jazz Hayden Chisholm al Moers Festival 2022. Sta suonando il flauto traverso, mentre regge anche un sax contralto.

Un polistrumentista (a volte chiamato anche pluristrumentista) è un musicista che suona più di uno strumento musicale. In base al tipo strumento, questi possono essere suonati in contemporanea o in alternanza.

## Descrizione
Polistrumentisti sono molto comuni nel jazz e in altri tipi di musica e forme d'arte (come nei circhi, oppure nella musica da strada come il famoso duo di uomini orchestra Otto e Barnelli). Era prassi fin dall'antichità accompagnare il suono di uno strumento a fiato o a corda con delle piccole percussioni appese al corpo. Inoltre vi è sempre stata una certa "interscambiabilità" tra strumenti a tastiera (pianoforte, clavicembalo, organo).
Molti strumentisti a corda si cimentano con strumenti "simili" (violino e viola, oppure violino e mandolino che hanno la stessa accordatura, o anche chitarra e basso elettrico, simili per accordatura, forma e tecnica). Tra gli ottoni è comune trovare trombonisti che suonano l'eufonio o trombettisti che suonano il flicorno soprano (tutti strumenti con bocchini molto simili). Ma è tra i legni che si trova il maggior numero di combinazioni. Già nell'epoca barocca lo stesso strumentista si cimentava abitualmente con flauto traverso ed oboe, clarinetto ed oboe o flauto dolce ed oboe.
Nelle big band americane è prassi da decenni che i suonatori di sassofono siano chiamati a suonare anche altri strumenti della famiglia dei legni, normalmente abbastanza simili per imboccatura e diteggiatura (non è infrequente nelle orchestre da ballo vedere il clarinettista imbracciare anche il sassofono). In inglese ci si riferisce a questa pratica come "doubling". Questo ha portato alla prassi di indicare le parti per questi strumentisti come "reeds" (ance) numerate da uno a cinque. Ad esempio, il suonatore di "reed 5" in West Side Story di Leonard Bernstein suona solamente il fagotto (strumento piuttosto lontano dalle altre ance per tecnica), mentre la parte "reed 3" è scritta per un polistrumentista che suona in successione ottavino, flauto traverso, oboe, corno inglese, clarinetto, clarinetto basso, sassofono tenore e sassofono baritono.
Essere polistrumentista richiede studio specifico dei singoli strumenti, una notevole flessibilità e capacità di adattamento in tempi rapidi.